# Ager Gum
Ager Gum, née en 1941 et morte en 1996, a été une militaire, chargée de différents postes de commandement, dans les troupes de rebelles du Soudan du Sud (l'Armée populaire de libération du Soudan, devenue l'armée officielle du Soudan du Sud après l'indépendance de ce pays), et une compositrice de chansons du Soudan. 

## Biographie
Ager Gum est née en 1941 à Nyang, dans la région du peuple Dinka au Soudan en 1941, à l'époque où le Nord et le Sud du Soudan étaient encore un seul pays. Après plusieurs mariages, où ses enfants ne survivent pas aux conditions sanitaires difficiles de cette région, elle est répudiée par le dernier mari qui confie le seul enfant survivant à son grand-père, et demande le retour du bétail constituant la dot. Elle quitte, humiliée, sa communauté Dinka pour commencer une nouvelle vie un peu plus à l’Est, dans la ville urbaine de Rumbek, au centre du Soudan du Sud. En 1968, elle rejoint le mouvement séparatiste de guérilla Anyanya, qui lutte pour l'indépendance du Soudan du Sud. De physique robuste, elle rejoint les combattants de ce mouvement séparatiste dans la forêt. C’est la Première guerre civile soudanaise, qui a commencé dès le milieu des années 1950. Cette première guerre civile  s’interrompt en mars 1972, les rebelles séparatistes du Soudan du Sud ayant obtenu une autonomie partielle de leur région (qui reste pour autant, à l'époque, un territoire soudanais). Ager Gum s’est trouvée propulsée au sein de  l’Anyanya à un poste d’officier dans la région de Wau, bien que ce mouvement rebelle comporte peu de femmes dans une fonction militaire. Ager Gum a dirigé également un service de renseignement autour de la ville de Wau. Dans la décennie plus pacifique qui s’ouvre, elle fait son entrée dans la sphère publique soudanaise et devient directrice de l’administration pénitentiaire dans la zone de Wau et Rumbek.
Au début des années 1980, lorsque la deuxième guerre civile éclate, elle revient à sa vocation militaire et prend la tête d'un nouveau mouvement de résistance au sein de l'Armée populaire de libération du Soudan (APLS ou en anglais : Sudan People's Liberation Army, SPLA). Elle en gravit les échelons jusqu'à devenir général. Pendant son séjour à Rumbek, elle a commencé à composer des chansons à caractère social. Lorsqu’elle rejoint à nouveau le mouvement de libération du Soudan du Sud contre le Nord, elle compose des chants pour galvaniser ses troupes, qui acquièrent une certaine notoriété au sein des forces rebelles,. Cette deuxième guerre civile se termine en 2005 et aboutit en 2011, à la suite d'un référendum d’autodétermination, à l’indépendance du Soudan du Sud. Mais Ager Gum est morte depuis quelques années durant la lutte armée, en 1996 (pour la majorité des sources tout au moins, au début du XXIe siècle vers 2000-2001 pour d’autres,).